# William Henry Sykes

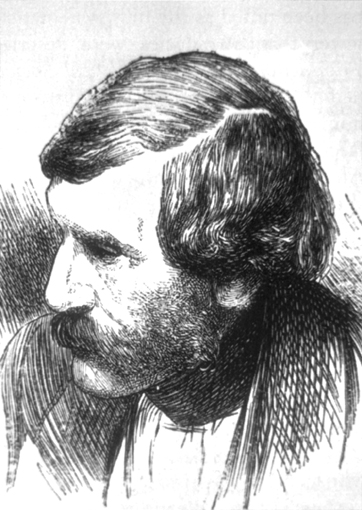
William Henry Sykes.

William Henry Sykes (nabij Bradford in Yorkshire, 25 januari 1790 - Kensington, Londen, 16 juni 1872) was een officier (eindrang kolonel) in het koloniale Indische leger van het Britse Rijk. Verder was hij indoloog, politicus, natuuronderzoeker (vooral ornitholoog).
Hij was een van de pioniers op het gebied van het verzamelen van statistische gegevens bijvoorbeeld over de kosten die het koloniale leger maakte per soldaat en de efficiëntie van het leger. Bij terugkeer in Groot-Brittannië werd hij lid van de Britse Oost-Indische Compagnie en in 1835 stichter en eerste voorzitter van de Royal Statistical Society. In 1857 werd hij Parlementslid voor het kiesdistrict Aberdeen. Verder was hij Fellow of the Royal Society.
Van zijn hand verschenen meer dan 20 publicaties over de fauna, cultuur, politiek en geschiedenis van India en andere gebieden in Azië.
Op de IOC World Bird List stonden anno 2012 één geslacht, 19 soorten en 11 ondersoorten van vogels die door Sykes zijn beschreven.
- Gemeinsame Normdatei: 117679364
- International Standard Name Identifier: 0000 0000 8083 5040
- Library of Congress Control Number: n88096203
- SNAC: w64b3k9q
- Système universitaire de documentation: 079303692
- Virtual International Authority File: 4020172
- WorldCat: E39PBJyMfywpYXhgpQhjgjJFKd